# دينيس لورينس
دينيس لورينس (مواليد 1 أغسطس 1974 في مورفانت) لاعب كرة قدم ترينيدادي دولي يلعب حاليًا لنادي سان جون جابلوتي يجيد اللعب في خط الدفاع .

## روابط خارجية
- دينيس لورينس على موقع الاتحاد الدولي (مؤرشف)  (الإنجليزية)
- دينيس لورينس على موقع قاعدة بيانات كرة القدم.إي يو (الإنجليزية)
- دينيس لورينس على موقع ناشيونال فوتبول تيمز (الإنجليزية)
- دينيس لورينس على موقع Soccerbase.com (لاعب) (الإنجليزية)
- دينيس لورينس على موقع Soccerway.com (الإنجليزية)
- دينيس لورينس على موقع عالم كرة القدم.نت (الإنجليزية)